# Servi Tul·li

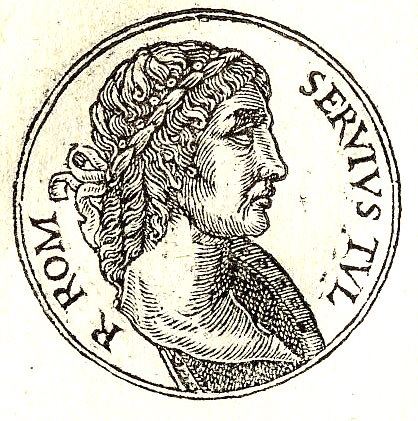
Servi Tul·li, sisè rei de Roma,
(578-535 aC)

Servi Tul·li (en llatí Servius Tullius) va ser el sisè rei de Roma (578-535 aC). Era fill d'Ocrísia, una serventa de la muller de Tarquini Prisc (Tanaquil), aquest el va nomenar successor seu en el tron. Li és atribuïda la constitució serviana, la reforma de l'exèrcit en centúries i la divisió de la ciutat en tribus territorials juntament amb l'ampliació de les muralles (les anomenades muralles servianes). Va expandir els dominis de Roma envaint als etruscs. El seu regnat es va caracteritzar per afavorir les famílies més riques i principalment per les reformes que va fer. Morí assassinat pel seu gendre Luci Tarquini, el futur rei Tarquini el Superb.

## Orígens
La majoria de les fonts documentals diuen que Servi Tul·li era fill d'Ocrísia, una esclava de l'esposa del rei Tarquini Prisc; això en certa manera el feia membre de la família, en el sentit ampli de la paraula, de Prisc. El mateix historiador Titus Livi en parla d'ell més com un protegit que com un fill adoptat, tot i que el va casar amb la seva filla, que alguns anomenen Gegania. Totes les fonts, però, coincideixen en contar que, abans de la seva ascensió al tron, potser en la seva infantesa o més tard, els membres de la casa reial van veure que un dia apareixia un núvol (nimbus) de foc sobre el seu cap mentre dormia i ho van interpretar com un senyal que estava destinat a ser una persona important. Va demostrar ser un gendre fidel i responsable i, quan se li van confiar càrrecs de direcció de l'exèrcit, en va destacar. En els Fasti consta que va obtenir tres triomfs sobre els etruscs.
Segons el relat de Livi, Tarquini Prisc va ser escollit rei a la mort de l'anterior, Anc Marci, els fills del qual eren massa joves per oferir-los el càrrec i, per altra banda, la monarquia romana no tenia establert que el títol de rei hagués de ser hereditari. Aquests fills, però, van contractar uns assassins, que van atacar Tarquini i el van ferir greument però no van aconseguir matar-lo. Tanaquil immediatament va manar que tanquessin el palau i va dir al poble, des de la finestra de palau, que el mateix Tarquini havia recomanat al senat com a regent a Servi Tul·li i així es va calmar una possible revolta. Quan Tarquini va morir a causa de les ferides, el senat ja havia nomenat Servi Tul·li i els fills d'Anc Marci van marxar a l'exili, a Suèssia Pomètia. Aquesta va ser la primera vegada que un rei romà no va ser escollit directament pel poble. Segons la versió de Plutarc, Servi Tul·li va acceptar amb poques ganes i per insistència de Tanaquil, la petició que Tarquini li feu en el seu llit quan s'estava morint.

## Les reformes

### Administratives
Després de les campanyes militars contra els etruscs, va millorar l'organització administrativa i política de la ciutat. Ell instaurà el cens i va repartir la població en cinc classes segons la riquesa i les propietats de cadascú, també va dur a terme treballs públics de gran importància.
Va confiar els graus militars més alts a les famílies més riques. Va fer el primer cens de la població romana: uns vuitanta mil ciutadans en edat de portar les armes, aproximadament. Modificà els impostos dividint la ciutat en quatre barris i instaurant les tribus urbanes: regió Suburra, Esquilina, Collina i del Palatí.
Transformà així mateix la constitució romana de manera radical: el vot deixava de ser individual i dependent del cens: el poder anava d'ara endavant a pertànyer totalment als més rics. Augmentà la superfície de la ciutat de Roma, incloent dins el tancant de la muralla el Quirinal i el Viminal. Condicionà l'Esquilí, on va residir-hi per millorar el prestigi del barri. A la llarga, va exercir un poder cada vegada més autoritari i demagògic.

### Militars
Va crear un exèrcit mixt de patricis i de plebeus. També va crear una guàrdia permanent que defensava la ciutat quan els exèrcits feien campanyes militars. Va organitzar l'exèrcit en centúries i va crear cossos partint de l'edat dels soldats (a partir de 17 i fins als 45 anys eren els iuniores -els joves- i dels 46 fins als 60 eren els seniores -els veterans-). Va imposar que qualsevol ciutadà amb propietats i amb edat per anar al servei militar tingués l'obligació d'acudir a la crida bèl·lica.